# Krapje (Ljutomer, Slovenija)
Krapje je naselje u slovenskoj Općini Ljutomeru. Krapje se nalazi u pokrajini Štajerskoj i statističkoj regiji Pomurju. 

## Stanovništvo
Prema popisu stanovništva iz 2002. godine naselje je imalo 315 stanovnika.